# Mark Williams (piłkarz)
Mark Williams (ur. 11 sierpnia 1966 w Kapsztadzie) – południowoafrykański piłkarz grający na pozycji napastnika.

## Kariera klubowa
Karierę Mark Williams rozpoczął w Jomo Cosmos w 1988. W 1993 roku wyjechał do Europy, do belgijskiego klubu RWD Molenbeek. Dobra gra w RWDM zaowocowała transferem do Anglii do drugoligowego Wolverhampton Wanderers. W 1996 Williams wyjechał do Brazylii, gdzie został zawodnikiem Corinthians Paulista.
W lidze brazylijskiej Williams zadebiutował 13 listopada 1996 w zremisowanym 0-0 meczu z EC Bahia. Po rozegraniu 3 meczów w lidze, wobec braku kwalifikacji Corinthiansu do fazy pucharowej ligi, nie przedłużono kontraktu z Williamsem, który wobec tego powrócił do RPA, gdzie został zawodnikiem Kaizer Chiefs. W latach 1997–2002 Williams występował w Chinach.
Z Qiánwéi Huándǎo w 2000 oraz Qingdao Hademen w 2002 zdobył Puchar Chin. Karierę Mark Williams zakończył w Brunei w klubie Brunei DPMM FC w 2003.

## Kariera reprezentacyjna
Williams występował w reprezentacji RPA w latach 1992–1997. W 1996 wygrał z Bafana, Bafana Puchar Narodów Afryki. W turnieju rozgrywanym w RPA wystąpił we wszystkich sześciu meczach z: Kamerunem (bramka), Angolą (bramka), Egiptem, Algierią, Ghaną oraz w finale z Tunezją, w którym zdobył obie bramki. Williams został wybrany najlepszym piłkarzem turnieju.
W następnym roku uczestniczył w Pucharze Konfederacji. Na turnieju w Arabii Saudyjskiej wystąpił we wszystkich trzech meczach z Czechami, ZEA i Urugwajem, który był jego ostatnim meczem w reprezentacji. Ogółem w barwach Bafana, Bafana wystąpił w 23 meczach, w których strzelił 8 bramek.